# 王洛林
王洛林（1938年6月—），男，湖北黄冈人，中国经济学家、王亚南之子。

## 生平
早年毕业于北京市第五中学。1955年，考入北京大学经济系，后在甘肃师范大学、厦门大学任教。1984年，任厦门大学副校长。1993年，任中国社会科学院副院长。